# Lukas Pinckert
Lukas Finn Pinckert (* 22. Januar 2000 in Stuttgart) ist ein deutscher Fußballspieler. Der überwiegend beim Hamburger SV ausgebildete Rechtsverteidiger steht bei der SV Elversberg unter Vertrag.

## Karriere
Pinckert begann im schleswig-holsteinischen Weddelbrook beim TSV Weddelbrook mit dem Fußballspielen, ehe zur Saison 2011/12 in das Nachwuchsleistungszentrum des Hamburger SV wechselte. Dort spielte er u. a. in einem Jahrgang mit Fiete Arp, Jonas David, Ogechika Heil und Josha Vagnoman. In der Saison 2016/17 war der Pinckert unter Christian Titz mit den B1-Junioren (U17) in der B-Junioren-Bundesliga aktiv. In den Spielzeiten 2017/18 und 2018/19 spielte er unter Daniel Petrowsky mit den A-Junioren (U19) in der A-Junioren-Bundesliga.
Nachdem der 19-Jährige die Junioren durchlaufen hatte, schaffte er zur Saison 2019/20 nicht den Sprung in den Profikader, sondern wurde in die zweite Mannschaft integriert, die in der viertklassigen Regionalliga Nord spielte. Unter dem Cheftrainer Hannes Drews etablierte er sich sofort als Stammspieler und kam in 21 von 22 Spielen stets in der Startelf zum Einsatz, ehe die Spielzeit ab März 2020 aufgrund der COVID-19-Pandemie nicht mehr fortgesetzt werden konnte. Pinckert wurde primär als Rechtsverteidiger eingesetzt, kam aber auch vereinzelt in der Innenverteidigung oder auf dem Flügel zum Einsatz. In der Sommervorbereitung 2020 durfte der 20-Jährige unter Daniel Thioune kurzzeitig mit der Profimannschaft trainieren und kam in einem Testspiel gegen den Drittligisten Hansa Rostock zu einem Kurzeinsatz. Jedoch zog er sich im Training einen Muskelfaserriss zu und gehörte mit dem Beginn der Saison 2020/21 wieder fest dem Kader der zweiten Mannschaft an. Pinckert kam dort 5-mal stets in der Startelf zum Einsatz, ehe auch diese Spielzeit aufgrund der Corona-Pandemie ab November 2020 nicht mehr fortgeführt werden konnte. Dabei spielte er 3-mal als Rechts- und 2-mal als Innenverteidiger.
Zur Saison 2021/22 wechselte der 21-Jährige in die 3. Liga zum Aufsteiger FC Viktoria 1889 Berlin. Der Cheftrainer Benedetto Muzzicato, der eine Dreier- bzw. Fünferkette spielen lässt, kündigte an, ihn auf der rechten Seite einzusetzen. Pinckert war über die gesamte Spielzeit Stammspieler auf dieser Position, auch als Farat Toku die Mannschaft in der finalen Saisonphase im Abstiegskampf übernahm. Er kam auf 35 Drittligaeinsätze, stand 34-mal in der Startelf und erzielte 2 Tore. Jedoch stieg der Verein wieder in die Regionalliga Nordost ab. Zum Gewinn des Berliner Landespokals und damit zur Qualifikation für den DFB-Pokal steuerte er 5 Einsätze und 2 Tore bei. Anschließend verließ er den Verein.
Während der Sommervorbereitung 2022 nahm Pinckert als Probespieler am Training des Drittligisten SV Waldhof Mannheim teil. Kurz vor dem Beginn der Saison 2022/23 schloss er sich der SV Elversberg an. Er unterschrieb beim Drittliga-Aufsteiger einen Vertrag bis zum 30. Juni 2024. Am Ende der Saison 2022/2023 stieg er mit seinem Verein in die 2. Bundesliga auf. Das erste Zweitligajahr schloss Lukas Pinckert mit seiner Mannschaft auf dem elften Tabellenplatz ab. Aufgrund seiner überzeugenden Leistung wurde sein Vertrag vorzeitig bis Sommer 2027 verlängert. In der Saison 2024/25 trug die starke Defensivleistung um Abwehrchef Pinckert dazu bei, dass die Mannschaft der SVE mit nur 37 Gegentreffern die Saison mit dem unerwarteten dritten Tabellenplatz abschloss und an der Relegation zur Fußball-Bundesliga teilnahm. Mit einem 2:2 im Hin- und einem 1:2 im Rückspiel gegen den 1. FC Heidenheim scheiterte Elversberg jedoch in den Aufstiegsspielen zur Bundesliga und verblieb somit in der 2. Bundesliga. Seit der Saison 2025/26  ist Pinckert Mannschaftskapitän der SV Elversberg. Im August 2025 verlängerte er seinen Vertrag bei der SVE vorzeitig um ein Jahr bis Sommer 2028.

## Erfolge
- Meister der 3. Liga und Aufstieg in die 2. Bundesliga: 2023
- Berliner Landespokal-Sieger: 2022